# Élections cantonales de 2004 dans la Loire-Atlantique
Les élections cantonales ont eu lieu les 21 et 28 mars 2004.
Lors de ces élections, 30 des 59 cantons de la Loire-Atlantique ont été renouvelés. Elles ont vu l'élection de la majorité socialiste dirigée par Patrick Mareschal, succédant à André Trillard, président UMP du conseil général depuis 2001.

## Résultats à l’échelle du département
Répartition départementale des résultats (2e tour).
- PS (51,11 %)
- DVG (3,83 %)
- Divers (0,94 %)
- UMP (26,67 %)
- UDF (9,84 %)
- DVD (7,61 %)

| Étiquette      | Étiquette                           | Premier tour | Premier tour | Second tour | Second tour | Sièges |
| Étiquette      | Étiquette                           | Voix         | %            | Voix        | %           | Sièges |
| -------------- | ----------------------------------- | ------------ | ------------ | ----------- | ----------- | ------ |
|                | Parti socialiste                    | 95 118       | 35,58        | 111 096     | 51,11       | 19     |
|                | Les Verts                           | 20 220       | 7,56         |             |             |        |
|                | Divers gauche                       | 11 035       | 4,13         | 8 335       | 3,83        | 3      |
|                | Extrême gauche                      | 10 837       | 4,05         |             |             |        |
|                | Parti communiste français           | 8 947        | 3,35         |             |             |        |
|                | Parti radical de gauche             | 140          | 0,05         |             |             |        |
| Gauche         | Gauche                              | 146 297      | 54,72        | 119 431     | 54,92       | 22     |
|                |                                     |              |              |             |             |        |
|                | Union pour un mouvement populaire   | 54 845       | 20,52        | 57 964      | 26,67       | 5      |
|                | Union pour la démocratie française  | 18 894       | 7,07         | 21 384      | 9,84        | 1      |
|                | Divers droite                       | 22 121       | 8,27         | 16 551      | 7,61        | 1      |
|                | Front national                      | 18 696       | 6,99         |             |             |        |
|                | Chasse, pêche, nature et traditions | 719          | 0,27         |             |             |        |
| Droite         | Droite                              | 115 275      | 43,12        | 95 899      | 44,12       | 7      |
|                |                                     |              |              |             |             |        |
|                | Divers                              | 1 349        | 0,50         | 2 040       | 0,94        | 1      |
|                |                                     |              |              |             |             |        |
|                | Régionalistes                       | 4 061        | 1,52         |             |             |        |
|                | Ecologistes divers                  | 353          | 0,13         |             |             |        |
|                |                                     |              |              |             |             |        |
| Inscrits       | Inscrits                            | 434 811      | 100,00       | 346 966     | 100,00      |        |
| Abstention     | Abstention                          | 157 792      | 36,29        | 121 107     | 34,90       |        |
| Votants        | Votants                             | 277 019      | 63,71        | 225 859     | 65,10       |        |
| Blancs et nuls | Blancs et nuls                      | 9 684        | 3,50         | 8 489       | 3,76        |        |
| Exprimés       | Exprimés                            | 267 335      | 96,50        | 217 370     | 96,24       |        |

## Résultats par canton

### Canton d'Aigrefeuille-sur-Maine
| Candidats      | Candidats                   | Étiquette      | Premier tour | Premier tour |
| Candidats      | Candidats                   | Étiquette      | Voix         | %            |
| -------------- | --------------------------- | -------------- | ------------ | ------------ |
|                | Bernard Deniaud*            | PS             | 5 366        | 55,08        |
|                | Martin Legeay               | UMP            | 3 126        | 32,09        |
|                | Jacqueline Rabin            | FN             | 575          | 5,90         |
|                | Pascal Maillard             | EXG            | 436          | 4,48         |
|                | Pierrette Denion-Prud'Homme | PCF            | 239          | 2,45         |
|                |                             |                |              |              |
| Inscrits       | Inscrits                    | Inscrits       | 14 767       | 100,00       |
| Abstention     | Abstention                  | Abstention     | 4 582        | 31,03        |
| Votants        | Votants                     | Votants        | 10 185       | 68,97        |
| Blancs et nuls | Blancs et nuls              | Blancs et nuls | 443          | 4,35         |
| Exprimés       | Exprimés                    | Exprimés       | 9 742        | 95,65        |

*sortant

### Canton d'Ancenis
| Candidats      | Candidats          | Étiquette      | Premier tour | Premier tour | Second tour | Second tour |
| Candidats      | Candidats          | Étiquette      | Voix         | %            | Voix        | %           |
| -------------- | ------------------ | -------------- | ------------ | ------------ | ----------- | ----------- |
|                | Jean-Michel Tobie  | UDF            | 4 136        | 40,06        | 5 642       | 53,66       |
|                | Jacques Carroget   | PS             | 2 395        | 23,20        | 4 872       | 46,34       |
|                | Jacques Jamois     | UMP            | 1 320        | 12,78        |             |             |
|                | Luc Leconte        | Verts          | 968          | 9,38         |             |             |
|                | Jean Marquer       | FN             | 667          | 6,46         |             |             |
|                | Françoise Guyonnet | EXG            | 332          | 3,22         |             |             |
|                | Franck Hardy       | REG            | 301          | 2,92         |             |             |
|                | Claude Gaudin      | PCF            | 206          | 2,00         |             |             |
|                |                    |                |              |              |             |             |
| Inscrits       | Inscrits           | Inscrits       | 16 314       | 100,00       | 16 313      | 100,00      |
| Abstention     | Abstention         | Abstention     | 5 512        | 33,79        | 5 297       | 32,47       |
| Votants        | Votants            | Votants        | 10 802       | 66,21        | 11 016      | 67,53       |
| Blancs et nuls | Blancs et nuls     | Blancs et nuls | 477          | 4,42         | 502         | 4,56        |
| Exprimés       | Exprimés           | Exprimés       | 10 325       | 95,58        | 10 514      | 95,44       |

### Canton de La Baule-Escoublac
| Candidats      | Candidats           | Étiquette      | Premier tour | Premier tour | Second tour | Second tour |
| Candidats      | Candidats           | Étiquette      | Voix         | %            | Voix        | %           |
| -------------- | ------------------- | -------------- | ------------ | ------------ | ----------- | ----------- |
|                | Guy Lemaire*        | UMP            | 4 856        | 37,40        | 7 597       | 56,81       |
|                | Olivier Château     | PS             | 3 220        | 24,80        | 5 775       | 43,19       |
|                | Robert Belliot      | DVD            | 1 466        | 11,29        |             |             |
|                | Philippe Rouger     | FN             | 1 269        | 9,77         |             |             |
|                | Patricia Gallerneau | Verts          | 1 040        | 8,01         |             |             |
|                | Andre Goujon        | PCF            | 390          | 3,00         |             |             |
|                | Michel Gaudicheau   | EXG            | 277          | 2,13         |             |             |
|                | Yves Koziel         | REG            | 268          | 2,06         |             |             |
|                | Philippe Romillat   | REG            | 199          | 1,53         |             |             |
|                |                     |                |              |              |             |             |
| Inscrits       | Inscrits            | Inscrits       | 22 628       | 100,00       | 22 619      | 100,00      |
| Abstention     | Abstention          | Abstention     | 9 263        | 40,94        | 8 706       | 38,49       |
| Votants        | Votants             | Votants        | 13 365       | 59,06        | 13 913      | 61,51       |
| Blancs et nuls | Blancs et nuls      | Blancs et nuls | 380          | 2,84         | 541         | 3,89        |
| Exprimés       | Exprimés            | Exprimés       | 12 985       | 97,16        | 13 372      | 96,11       |

*sortant

### Canton de Blain
| Candidats      | Candidats          | Étiquette      | Premier tour | Premier tour | Second tour | Second tour |
| Candidats      | Candidats          | Étiquette      | Voix         | %            | Voix        | %           |
| -------------- | ------------------ | -------------- | ------------ | ------------ | ----------- | ----------- |
|                | Marcel Verger      | DVG            | 2 894        | 36,92        | 5 137       | 65,17       |
|                | Gilles Heurtin*    | DVD            | 2 112        | 26,94        | 2 745       | 34,83       |
|                | Marilys Plongeon   | Verts          | 710          | 9,06         |             |             |
|                | Gilbert David      | DVD            | 578          | 7,37         |             |             |
|                | Jean-Luc Plumelet  | PCF            | 499          | 6,37         |             |             |
|                | Jean-Claude Kerhir | FN             | 469          | 5,98         |             |             |
|                | Alain Bouyer       | ECO            | 228          | 2,91         |             |             |
|                | Edouard Chojnacki  | EXG            | 212          | 2,70         |             |             |
|                | Michel François    | REG            | 137          | 1,75         |             |             |
|                |                    |                |              |              |             |             |
| Inscrits       | Inscrits           | Inscrits       | 12 024       | 100,00       | 12 024      | 100,00      |
| Abstention     | Abstention         | Abstention     | 3 910        | 32,52        | 3 817       | 31,74       |
| Votants        | Votants            | Votants        | 8 114        | 67,48        | 8 207       | 68,26       |
| Blancs et nuls | Blancs et nuls     | Blancs et nuls | 275          | 3,39         | 325         | 3,96        |
| Exprimés       | Exprimés           | Exprimés       | 7 839        | 96,61        | 7 882       | 96,04       |

*sortant

### Canton de Carquefou
| Candidats      | Candidats            | Étiquette      | Premier tour | Premier tour | Second tour | Second tour |
| Candidats      | Candidats            | Étiquette      | Voix         | %            | Voix        | %           |
| -------------- | -------------------- | -------------- | ------------ | ------------ | ----------- | ----------- |
|                | Claude Guillet       | UDF            | 6 652        | 38,04        | 8 405       | 45,69       |
|                | Bernard Aunette      | PS             | 5 963        | 34,10        | 9 989       | 54,31       |
|                | Joseph Bonnet        | Verts          | 1 916        | 10,96        |             |             |
|                | Joël Le Chapelain    | FN             | 1 015        | 5,80         |             |             |
|                | Stéphane Belin       | EXG            | 443          | 2,53         |             |             |
|                | Christian Thibault   | DVD            | 406          | 2,32         |             |             |
|                | Joël Corpard         | PCF            | 373          | 2,13         |             |             |
|                | Guy Gomez            | EXG            | 252          | 1,44         |             |             |
|                | Pierre-Yves Le Floch | REG            | 244          | 1,40         |             |             |
|                | Bruno Chevalier      | DVG            | 221          | 1,26         |             |             |
|                |                      |                |              |              |             |             |
| Inscrits       | Inscrits             | Inscrits       | 27 456       | 100,00       | 27 388      | 100,00      |
| Abstention     | Abstention           | Abstention     | 9 336        | 34,00        | 8 444       | 30,83       |
| Votants        | Votants              | Votants        | 18 120       | 66,00        | 18 944      | 69,17       |
| Blancs et nuls | Blancs et nuls       | Blancs et nuls | 635          | 3,50         | 550         | 2,90        |
| Exprimés       | Exprimés             | Exprimés       | 17 485       | 96,50        | 18 394      | 97,10       |

### Canton de Clisson
| Candidats      | Candidats          | Étiquette      | Premier tour | Premier tour | Second tour | Second tour |
| Candidats      | Candidats          | Étiquette      | Voix         | %            | Voix        | %           |
| -------------- | ------------------ | -------------- | ------------ | ------------ | ----------- | ----------- |
|                | Marie-Loïc Richard | UMP            | 3 661        | 40,40        | 4 264       | 46,12       |
|                | Michel Merlet*     | PS             | 3 166        | 34,93        | 4 981       | 53,88       |
|                | Franck Nicolon     | Verts          | 933          | 10,29        |             |             |
|                | Michel Duret       | FN             | 728          | 8,03         |             |             |
|                | Henri Sussin       | EXG            | 367          | 4,05         |             |             |
|                | Didier Chavagnat   | PCF            | 208          | 2,30         |             |             |
|                |                    |                |              |              |             |             |
| Inscrits       | Inscrits           | Inscrits       | 14 452       | 100,00       | 14 453      | 100,00      |
| Abstention     | Abstention         | Abstention     | 4 908        | 33,96        | 4 677       | 32,36       |
| Votants        | Votants            | Votants        | 9 544        | 66,04        | 9 776       | 67,64       |
| Blancs et nuls | Blancs et nuls     | Blancs et nuls | 481          | 5,04         | 531         | 5,43        |
| Exprimés       | Exprimés           | Exprimés       | 9 063        | 94,96        | 9 245       | 94,57       |

*sortant

### Canton de Derval
| Candidats      | Candidats         | Étiquette      | Premier tour | Premier tour |
| Candidats      | Candidats         | Étiquette      | Voix         | %            |
| -------------- | ----------------- | -------------- | ------------ | ------------ |
|                | Yves Daniel*      | DVG            | 2 078        | 51,40        |
|                | Bernard Bossard   | DVD            | 1 309        | 32,38        |
|                | Yves Blais        | PCF            | 296          | 7,32         |
|                | Violette Marignan | FN             | 250          | 6,18         |
|                | Yann Colombel     | EXG            | 110          | 2,72         |
|                |                   |                |              |              |
| Inscrits       | Inscrits          | Inscrits       | 5 850        | 100,00       |
| Abstention     | Abstention        | Abstention     | 1 669        | 28,53        |
| Votants        | Votants           | Votants        | 4 181        | 71,47        |
| Blancs et nuls | Blancs et nuls    | Blancs et nuls | 138          | 3,30         |
| Exprimés       | Exprimés          | Exprimés       | 4 043        | 96,70        |

*sortant

### Canton de Guémené-Penfao
| Candidats      | Candidats         | Étiquette      | Premier tour | Premier tour | Second tour | Second tour |
| Candidats      | Candidats         | Étiquette      | Voix         | %            | Voix        | %           |
| -------------- | ----------------- | -------------- | ------------ | ------------ | ----------- | ----------- |
|                | Yannick Bigaud*   | UMP            | 2 233        | 49,08        | 2 583       | 57,25       |
|                | Nelly Raison      | DVG            | 1 125        | 24,73        | 1 929       | 42,75       |
|                | Laurent David     | EXG            | 448          | 9,85         |             |             |
|                | Fabrice Sanchez   | CPNT           | 313          | 6,88         |             |             |
|                | Claude Lesage     | FN             | 254          | 5,58         |             |             |
|                | Sabine Mahe       | PCF            | 91           | 2,00         |             |             |
|                | Josette Chojnacki | EXG            | 86           | 1,89         |             |             |
|                |                   |                |              |              |             |             |
| Inscrits       | Inscrits          | Inscrits       | 6 264        | 100,00       | 6 265       | 100,00      |
| Abstention     | Abstention        | Abstention     | 1 570        | 25,06        | 1 544       | 24,64       |
| Votants        | Votants           | Votants        | 4 694        | 74,94        | 4 721       | 75,36       |
| Blancs et nuls | Blancs et nuls    | Blancs et nuls | 144          | 3,07         | 209         | 4,43        |
| Exprimés       | Exprimés          | Exprimés       | 4 550        | 96,93        | 4 512       | 95,57       |

*sortant

### Canton d'Herbignac
| Candidats      | Candidats             | Étiquette      | Premier tour | Premier tour |
| Candidats      | Candidats             | Étiquette      | Voix         | %            |
| -------------- | --------------------- | -------------- | ------------ | ------------ |
|                | Charles Moreau*       | PS             | 3 508        | 55,55        |
|                | Alain Turk            | UMP            | 1 326        | 21,00        |
|                | Yvonnick Guiheneuf    | CPNT           | 406          | 6,43         |
|                | Monique Juguet        | FN             | 395          | 6,25         |
|                | Yves Priou            | REG            | 267          | 4,23         |
|                | Hubert Faivre-Pierret | PCF            | 218          | 3,45         |
|                | Gérard Malcavat       | EXG            | 195          | 3,09         |
|                |                       |                |              |              |
| Inscrits       | Inscrits              | Inscrits       | 9 545        | 100,00       |
| Abstention     | Abstention            | Abstention     | 2 986        | 31,28        |
| Votants        | Votants               | Votants        | 6 559        | 68,72        |
| Blancs et nuls | Blancs et nuls        | Blancs et nuls | 244          | 3,72         |
| Exprimés       | Exprimés              | Exprimés       | 6 315        | 96,28        |

*sortant

### Canton de Saint-Herblain-Est
| Candidats      | Candidats            | Étiquette      | Premier tour | Premier tour | Second tour | Second tour |
| Candidats      | Candidats            | Étiquette      | Voix         | %            | Voix        | %           |
| -------------- | -------------------- | -------------- | ------------ | ------------ | ----------- | ----------- |
|                | Bernard Gagnet*      | PS             | 3 989        | 43,50        | 6 345       | 67,72       |
|                | Jean-Yves Bocher     | UDF            | 1 438        | 15,68        | 3 024       | 32,28       |
|                | Jean-François Tallio | DVG            | 1 219        | 13,29        |             |             |
|                | François Ayax        | DVD            | 904          | 9,86         |             |             |
|                | Xavier Coste         | FN             | 876          | 9,55         |             |             |
|                | Brigitte Helard      | EXG            | 403          | 4,39         |             |             |
|                | Roseline Percevault  | PCF            | 342          | 3,73         |             |             |
|                |                      |                |              |              |             |             |
| Inscrits       | Inscrits             | Inscrits       | 16 094       | 100,00       | 16 094      | 100,00      |
| Abstention     | Abstention           | Abstention     | 6 569        | 40,82        | 6 203       | 38,54       |
| Votants        | Votants              | Votants        | 9 525        | 59,18        | 9 891       | 61,46       |
| Blancs et nuls | Blancs et nuls       | Blancs et nuls | 354          | 3,72         | 522         | 5,28        |
| Exprimés       | Exprimés             | Exprimés       | 9 171        | 96,28        | 9 369       | 94,72       |

*sortant

### Canton du Loroux-Bottereau
| Candidats      | Candidats          | Étiquette      | Premier tour | Premier tour | Second tour | Second tour |
| Candidats      | Candidats          | Étiquette      | Voix         | %            | Voix        | %           |
| -------------- | ------------------ | -------------- | ------------ | ------------ | ----------- | ----------- |
|                | Roger Jamin*       | DVD            | 4 815        | 49,13        | 6 114       | 61,77       |
|                | Xavier Bouziat     | PS             | 1 956        | 19,96        | 3 784       | 38,23       |
|                | Paul Corbet        | DVG            | 1 346        | 13,73        |             |             |
|                | Jean-Pierre Souche | FN             | 674          | 6,88         |             |             |
|                | Bruno Huchet       | Verts          | 614          | 6,26         |             |             |
|                | Catherine Hamond   | EXG            | 220          | 2,24         |             |             |
|                | Emile Raimbault    | PCF            | 176          | 1,80         |             |             |
|                |                    |                |              |              |             |             |
| Inscrits       | Inscrits           | Inscrits       | 15 572       | 100,00       | 15 572      | 100,00      |
| Abstention     | Abstention         | Abstention     | 5 379        | 34,54        | 5 338       | 34,28       |
| Votants        | Votants            | Votants        | 10 193       | 65,46        | 10 234      | 65,72       |
| Blancs et nuls | Blancs et nuls     | Blancs et nuls | 392          | 3,85         | 336         | 3,28        |
| Exprimés       | Exprimés           | Exprimés       | 9 801        | 96,15        | 9 898       | 96,72       |

*sortant

### Canton de Nantes-1
| Candidats      | Candidats           | Étiquette      | Premier tour | Premier tour | Second tour | Second tour |
| Candidats      | Candidats           | Étiquette      | Voix         | %            | Voix        | %           |
| -------------- | ------------------- | -------------- | ------------ | ------------ | ----------- | ----------- |
|                | Fabienne Padovani   | PS             | 3 101        | 32,89        | 4 982       | 51,09       |
|                | Monique Papon*      | UMP            | 2 955        | 31,34        | 4 770       | 48,91       |
|                | Benoit Blineau      | UDF            | 1 170        | 12,41        |             |             |
|                | Paul Vergnaud       | Verts          | 853          | 9,05         |             |             |
|                | Jacques Bigorre     | FN             | 590          | 6,26         |             |             |
|                | Paul Raynaud        | EXG            | 237          | 2,51         |             |             |
|                | Jeannine Trouillard | PCF            | 207          | 2,20         |             |             |
|                | Jean-Yves Le Goas   | REG            | 188          | 1,99         |             |             |
|                | Christine Meyer     | DVG            | 127          | 1,35         |             |             |
|                |                     |                |              |              |             |             |
| Inscrits       | Inscrits            | Inscrits       | 16 453       | 100,00       | 16 454      | 100,00      |
| Abstention     | Abstention          | Abstention     | 6 818        | 41,44        | 6 419       | 39,01       |
| Votants        | Votants             | Votants        | 9 635        | 58,56        | 10 035      | 60,99       |
| Blancs et nuls | Blancs et nuls      | Blancs et nuls | 207          | 2,15         | 283         | 2,82        |
| Exprimés       | Exprimés            | Exprimés       | 9 428        | 97,85        | 9 752       | 97,18       |

*sortant

### Canton de Nantes-3
| Candidats      | Candidats        | Étiquette      | Premier tour | Premier tour | Second tour | Second tour |
| Candidats      | Candidats        | Étiquette      | Voix         | %            | Voix        | %           |
| -------------- | ---------------- | -------------- | ------------ | ------------ | ----------- | ----------- |
|                | Alain Robert*    | PS             | 3 816        | 43,49        | 5 881       | 65,59       |
|                | Céline Barre     | UMP            | 1 997        | 22,76        | 3 085       | 34,41       |
|                | Pascale Chiron   | Verts          | 1 100        | 12,54        |             |             |
|                | Anne Etourneau   | FN             | 602          | 6,86         |             |             |
|                | André Augier     | DVD            | 485          | 5,53         |             |             |
|                | Hervé Guichard   | EXG            | 328          | 3,74         |             |             |
|                | Raymond Lannuzel | PCF            | 254          | 2,89         |             |             |
|                | Christian Pellen | REG            | 193          | 2,20         |             |             |
|                |                  |                |              |              |             |             |
| Inscrits       | Inscrits         | Inscrits       | 16 411       | 100,00       | 16 412      | 100,00      |
| Abstention     | Abstention       | Abstention     | 7 476        | 45,55        | 7 175       | 43,72       |
| Votants        | Votants          | Votants        | 8 935        | 54,45        | 9 237       | 56,28       |
| Blancs et nuls | Blancs et nuls   | Blancs et nuls | 160          | 1,79         | 271         | 2,93        |
| Exprimés       | Exprimés         | Exprimés       | 8 775        | 98,21        | 8 966       | 97,07       |

*sortant

### Canton de Nantes-5
| Candidats      | Candidats                | Étiquette      | Premier tour | Premier tour |
| Candidats      | Candidats                | Étiquette      | Voix         | %            |
| -------------- | ------------------------ | -------------- | ------------ | ------------ |
|                | Claude Seyse*            | PS             | 4 325        | 52,11        |
|                | Paul Poirier             | UMP            | 1 903        | 22,93        |
|                | Catherine Choquet        | Verts          | 966          | 11,64        |
|                | Guy Piton                | EXG            | 425          | 5,12         |
|                | Marie-Annick Benatre     | PCF            | 279          | 3,36         |
|                | Jedjiga Ouggad Douillard | REG            | 205          | 2,47         |
|                | Claude Pierre            | ECO            | 125          | 1,51         |
|                | Emmanuel Le Merlus       | REG            | 71           | 0,86         |
|                |                          |                |              |              |
| Inscrits       | Inscrits                 | Inscrits       | 15 218       | 100,00       |
| Abstention     | Abstention               | Abstention     | 6 605        | 43,40        |
| Votants        | Votants                  | Votants        | 8 613        | 56,60        |
| Blancs et nuls | Blancs et nuls           | Blancs et nuls | 314          | 3,65         |
| Exprimés       | Exprimés                 | Exprimés       | 8 299        | 96,35        |

*sortant

### Canton de Nantes-7
| Candidats      | Candidats           | Étiquette      | Premier tour | Premier tour | Second tour | Second tour |
| Candidats      | Candidats           | Étiquette      | Voix         | %            | Voix        | %           |
| -------------- | ------------------- | -------------- | ------------ | ------------ | ----------- | ----------- |
|                | Pascal Bolo         | PS             | 3 263        | 46,30        | 4 883       | 67,27       |
|                | Christian Hery      | UDF            | 1 789        | 25,38        | 2 376       | 32,73       |
|                | Jacques Auzeral     | Verts          | 638          | 9,05         |             |             |
|                | Arthur Terteaux     | FN             | 540          | 7,66         |             |             |
|                | Hélène Defrance     | EXG            | 266          | 3,77         |             |             |
|                | Michel Rica         | PCF            | 222          | 3,15         |             |             |
|                | Jean-Louis Chausset | EXG            | 184          | 2,61         |             |             |
|                | Pierre Compain      | EXG            | 79           | 1,12         |             |             |
|                | David Gouard        | DVG            | 67           | 0,95         |             |             |
|                |                     |                |              |              |             |             |
| Inscrits       | Inscrits            | Inscrits       | 12 907       | 100,00       | 12 907      | 100,00      |
| Abstention     | Abstention          | Abstention     | 5 667        | 43,91        | 5 404       | 41,87       |
| Votants        | Votants             | Votants        | 7 240        | 56,09        | 7 503       | 58,13       |
| Blancs et nuls | Blancs et nuls      | Blancs et nuls | 192          | 2,65         | 244         | 3,25        |
| Exprimés       | Exprimés            | Exprimés       | 7 048        | 97,35        | 7 259       | 96,75       |

### Canton de Nantes-9
| Candidats      | Candidats              | Étiquette      | Premier tour | Premier tour | Second tour | Second tour |
| Candidats      | Candidats              | Étiquette      | Voix         | %            | Voix        | %           |
| -------------- | ---------------------- | -------------- | ------------ | ------------ | ----------- | ----------- |
|                | Catherine Touchefeu    | PS             | 5 671        | 49,06        | 8 210       | 69,32       |
|                | Patrice Martin         | DVD            | 3 054        | 26,42        | 3 633       | 30,68       |
|                | Christine Vandenberghe | Verts          | 955          | 8,26         |             |             |
|                | Henri Attimont         | FN             | 827          | 7,15         |             |             |
|                | Nicolas Bazille        | EXG            | 445          | 3,85         |             |             |
|                | Paul Robert            | PCF            | 401          | 3,47         |             |             |
|                | Gerard Merel           | REG            | 206          | 1,78         |             |             |
|                |                        |                |              |              |             |             |
| Inscrits       | Inscrits               | Inscrits       | 19 608       | 100,00       | 19 609      | 100,00      |
| Abstention     | Abstention             | Abstention     | 7 752        | 39,53        | 7 415       | 37,81       |
| Votants        | Votants                | Votants        | 11 856       | 60,47        | 12 194      | 62,19       |
| Blancs et nuls | Blancs et nuls         | Blancs et nuls | 297          | 2,51         | 351         | 2,88        |
| Exprimés       | Exprimés               | Exprimés       | 11 559       | 97,49        | 11 843      | 97,12       |

### Canton de Nantes-11
| Candidats      | Candidats               | Étiquette      | Premier tour | Premier tour | Second tour | Second tour |
| Candidats      | Candidats               | Étiquette      | Voix         | %            | Voix        | %           |
| -------------- | ----------------------- | -------------- | ------------ | ------------ | ----------- | ----------- |
|                | Patrick Mareschal*      | PS             | 2 659        | 43,30        | 4 271       | 68,02       |
|                | Philippe Torres         | UMP            | 1 454        | 23,68        | 2 008       | 31,98       |
|                | Jean-Philippe Magnen    | Verts          | 709          | 11,55        |             |             |
|                | Louis-Armand de Bejarry | FN             | 468          | 7,62         |             |             |
|                | Pascal Deau             | EXG            | 281          | 4,58         |             |             |
|                | Henri Moysan            | PCF            | 269          | 4,38         |             |             |
|                | Jean-Louis Le Bouedec   | DVG            | 156          | 2,54         |             |             |
|                | Bertrand Vrain          | EXG            | 145          | 2,36         |             |             |
|                |                         |                |              |              |             |             |
| Inscrits       | Inscrits                | Inscrits       | 11 319       | 100,00       | 11 319      | 100,00      |
| Abstention     | Abstention              | Abstention     | 4 977        | 43,97        | 4 822       | 42,60       |
| Votants        | Votants                 | Votants        | 6 342        | 56,03        | 6 497       | 57,40       |
| Blancs et nuls | Blancs et nuls          | Blancs et nuls | 201          | 3,17         | 218         | 3,36        |
| Exprimés       | Exprimés                | Exprimés       | 6 141        | 96,83        | 6 279       | 96,64       |

*sortant

### Canton de Nort-sur-Erdre
| Candidats      | Candidats                | Étiquette      | Premier tour | Premier tour | Second tour | Second tour |
| Candidats      | Candidats                | Étiquette      | Voix         | %            | Voix        | %           |
| -------------- | ------------------------ | -------------- | ------------ | ------------ | ----------- | ----------- |
|                | Xavier Amosse*           | PS             | 4 264        | 41,90        | 6 182       | 60,37       |
|                | Albert Fremont           | DVD            | 3 227        | 31,71        | 4 059       | 39,63       |
|                | Isabelle Flament         | FN             | 892          | 8,77         |             |             |
|                | Alain Claret De Fleurieu | Verts          | 877          | 8,62         |             |             |
|                | Phillipe Ballu           | EXG            | 452          | 4,44         |             |             |
|                | Morvan Coarer            | REG            | 264          | 2,59         |             |             |
|                | Josette Boursicot        | PCF            | 200          | 1,97         |             |             |
|                |                          |                |              |              |             |             |
| Inscrits       | Inscrits                 | Inscrits       | 15 679       | 100,00       | 15 679      | 100,00      |
| Abstention     | Abstention               | Abstention     | 5 083        | 32,42        | 4 923       | 31,40       |
| Votants        | Votants                  | Votants        | 10 596       | 67,58        | 10 756      | 68,60       |
| Blancs et nuls | Blancs et nuls           | Blancs et nuls | 420          | 3,96         | 515         | 4,79        |
| Exprimés       | Exprimés                 | Exprimés       | 10 176       | 96,04        | 10 241      | 95,21       |

*sortant

### Canton d'Orvault
| Candidats      | Candidats              | Étiquette      | Premier tour | Premier tour | Second tour | Second tour |
| Candidats      | Candidats              | Étiquette      | Voix         | %            | Voix        | %           |
| -------------- | ---------------------- | -------------- | ------------ | ------------ | ----------- | ----------- |
|                | Joseph Parpaillon      | UMP            | 6 662        | 44,17        | 7 918       | 50,34       |
|                | Jean-Claude Lebosse*   | PS             | 5 507        | 36,51        | 7 812       | 49,66       |
|                | Marie-Paule Gaillochet | Verts          | 1 071        | 7,10         |             |             |
|                | Pierre Cordier         | FN             | 978          | 6,48         |             |             |
|                | Jean-Yves Agoulon      | EXG            | 375          | 2,49         |             |             |
|                | Jean-Pierre Bon        | REG            | 283          | 1,88         |             |             |
|                | Jean-Pierre Fromonteil | PCF            | 208          | 1,38         |             |             |
|                |                        |                |              |              |             |             |
| Inscrits       | Inscrits               | Inscrits       | 23 926       | 100,00       | 23 926      | 100,00      |
| Abstention     | Abstention             | Abstention     | 8 448        | 35,31        | 7 808       | 32,63       |
| Votants        | Votants                | Votants        | 15 478       | 64,69        | 16 118      | 67,37       |
| Blancs et nuls | Blancs et nuls         | Blancs et nuls | 394          | 2,55         | 388         | 2,41        |
| Exprimés       | Exprimés               | Exprimés       | 15 084       | 97,45        | 15 730      | 97,59       |

### Canton de Paimbœuf
| Candidats      | Candidats                    | Étiquette      | Premier tour | Premier tour | Second tour | Second tour |
| Candidats      | Candidats                    | Étiquette      | Voix         | %            | Voix        | %           |
| -------------- | ---------------------------- | -------------- | ------------ | ------------ | ----------- | ----------- |
|                | Yanick Lebeaupin*            | PS             | 3 010        | 43,42        | 3 989       | 55,11       |
|                | Yannick Haury                | UMP            | 2 665        | 38,44        | 3 249       | 44,89       |
|                | Marguerite Lussaud           | FN             | 478          | 6,89         |             |             |
|                | Marie-Jeanne Vernageau-Bazin | Verts          | 329          | 4,75         |             |             |
|                | Joseph de Pedro              | EXG            | 236          | 3,40         |             |             |
|                | Marc Bernardeau              | PCF            | 215          | 3,10         |             |             |
|                |                              |                |              |              |             |             |
| Inscrits       | Inscrits                     | Inscrits       | 10 869       | 100,00       | 10 870      | 100,00      |
| Abstention     | Abstention                   | Abstention     | 3 674        | 33,80        | 3 405       | 31,32       |
| Votants        | Votants                      | Votants        | 7 195        | 66,20        | 7 465       | 68,68       |
| Blancs et nuls | Blancs et nuls               | Blancs et nuls | 262          | 3,64         | 227         | 3,04        |
| Exprimés       | Exprimés                     | Exprimés       | 6 933        | 96,36        | 7 238       | 96,96       |

*sortant

### Canton de Pornic
| Candidats      | Candidats            | Étiquette      | Premier tour | Premier tour | Second tour | Second tour |
| Candidats      | Candidats            | Étiquette      | Voix         | %            | Voix        | %           |
| -------------- | -------------------- | -------------- | ------------ | ------------ | ----------- | ----------- |
|                | Philippe Boënnec*    | UMP            | 5 258        | 45,22        | 6 371       | 52,96       |
|                | Jérôme Puybareau     | PS             | 3 541        | 30,45        | 5 658       | 47,04       |
|                | Béatrice Fatz        | FN             | 1 251        | 10,76        |             |             |
|                | Daniel Vasseure      | Verts          | 694          | 5,97         |             |             |
|                | Annie Hervo          | EXG            | 433          | 3,72         |             |             |
|                | Jean-Claude Moullec  | PCF            | 234          | 2,01         |             |             |
|                | Michelle Meyer-Cochy | DVG            | 217          | 1,87         |             |             |
|                |                      |                |              |              |             |             |
| Inscrits       | Inscrits             | Inscrits       | 18 670       | 100,00       | 18 665      | 100,00      |
| Abstention     | Abstention           | Abstention     | 6 471        | 34,66        | 6 068       | 32,51       |
| Votants        | Votants              | Votants        | 12 199       | 65,34        | 12 597      | 67,49       |
| Blancs et nuls | Blancs et nuls       | Blancs et nuls | 571          | 4,68         | 568         | 4,51        |
| Exprimés       | Exprimés             | Exprimés       | 11 628       | 95,32        | 12 029      | 95,49       |

*sortant

### Canton de Riaillé
| Candidats      | Candidats         | Étiquette      | Premier tour | Premier tour | Second tour | Second tour |
| Candidats      | Candidats         | Étiquette      | Voix         | %            | Voix        | %           |
| -------------- | ----------------- | -------------- | ------------ | ------------ | ----------- | ----------- |
|                | Patrice Chevalier | SE             | 1 349        | 40,51        | 2 040       | 59,39       |
|                | Philip Squélard*  | UMP            | 1 063        | 31,92        | 1 395       | 40,61       |
|                | Emmanuelle Ramond | PS             | 498          | 14,95        |             |             |
|                | Patrice Guerrier  | FN             | 237          | 7,12         |             |             |
|                | Martine Alcedo    | EXG            | 123          | 3,69         |             |             |
|                | Didier Leon       | PCF            | 60           | 1,80         |             |             |
|                |                   |                |              |              |             |             |
| Inscrits       | Inscrits          | Inscrits       | 4 817        | 100,00       | 4 818       | 100,00      |
| Abstention     | Abstention        | Abstention     | 1 322        | 27,44        | 1 203       | 24,97       |
| Votants        | Votants           | Votants        | 3 495        | 72,56        | 3 615       | 75,03       |
| Blancs et nuls | Blancs et nuls    | Blancs et nuls | 165          | 4,72         | 180         | 4,98        |
| Exprimés       | Exprimés          | Exprimés       | 3 330        | 95,28        | 3 435       | 95,02       |

*sortant

### Canton de Rougé
| Candidats      | Candidats               | Étiquette      | Premier tour | Premier tour | Second tour | Second tour |
| Candidats      | Candidats               | Étiquette      | Voix         | %            | Voix        | %           |
| -------------- | ----------------------- | -------------- | ------------ | ------------ | ----------- | ----------- |
|                | Jacques Lemaitre        | UMP            | 896          | 41,50        | 1 035       | 44,92       |
|                | Michel Neveu            | DVG            | 637          | 29,50        | 1 269       | 55,08       |
|                | Yannick Massard         | DVG            | 409          | 18,94        | Retrait     | Retrait     |
|                | Joël Roudy              | FN             | 112          | 5,19         |             |             |
|                | Marie-Claire Gaudicheau | EXG            | 60           | 2,78         |             |             |
|                | Jean-Pierre Le Bourhis  | PCF            | 45           | 2,08         |             |             |
|                |                         |                |              |              |             |             |
| Inscrits       | Inscrits                | Inscrits       | 3 158        | 100,00       | 3 157       | 100,00      |
| Abstention     | Abstention              | Abstention     | 889          | 28,15        | 777         | 24,61       |
| Votants        | Votants                 | Votants        | 2 269        | 71,85        | 2 380       | 75,39       |
| Blancs et nuls | Blancs et nuls          | Blancs et nuls | 110          | 4,85         | 76          | 3,19        |
| Exprimés       | Exprimés                | Exprimés       | 2 159        | 95,15        | 2 304       | 96,81       |

### Canton de Saint-Étienne-de-Montluc
| Candidats      | Candidats                 | Étiquette      | Premier tour | Premier tour |
| Candidats      | Candidats                 | Étiquette      | Voix         | %            |
| -------------- | ------------------------- | -------------- | ------------ | ------------ |
|                | Jean-Pierre Fougerat*     | PS             | 8 360        | 54,91        |
|                | Henri-Xavier Tonnerre     | UDF            | 2 449        | 16,09        |
|                | Patrick Naizain           | Verts          | 1 550        | 10,18        |
|                | Wilfrid Durand            | FN             | 1 003        | 6,59         |
|                | Michel Lucas              | PCF            | 821          | 5,39         |
|                | Patrick Perlein           | EXG            | 481          | 3,16         |
|                | Jacques Lebreton De Vonne | REG            | 256          | 1,68         |
|                | Freddy Joulain            | REG            | 205          | 1,35         |
|                | Michel Mitermite          | EXG            | 100          | 0,66         |
|                |                           |                |              |              |
| Inscrits       | Inscrits                  | Inscrits       | 24 115       | 100,00       |
| Abstention     | Abstention                | Abstention     | 8 395        | 34,81        |
| Votants        | Votants                   | Votants        | 15 720       | 65,19        |
| Blancs et nuls | Blancs et nuls            | Blancs et nuls | 495          | 3,15         |
| Exprimés       | Exprimés                  | Exprimés       | 15 225       | 96,85        |

*sortant

### Canton de Saint-Nazaire-Est
| Candidats      | Candidats                 | Étiquette      | Premier tour | Premier tour | Second tour | Second tour |
| Candidats      | Candidats                 | Étiquette      | Voix         | %            | Voix        | %           |
| -------------- | ------------------------- | -------------- | ------------ | ------------ | ----------- | ----------- |
|                | Philippe Grosvalet*       | PS             | 3 292        | 44,37        | 5 599       | 74,30       |
|                | Emmanuel James            | UDF            | 1 260        | 16,98        | 1 937       | 25,70       |
|                | Pierre-Gaël Simon         | Verts          | 729          | 9,83         |             |             |
|                | Laurent Belliot           | PCF            | 727          | 9,80         |             |             |
|                | Oriane Borja              | FN             | 659          | 8,88         |             |             |
|                | Jean-Claude Saint-Arroman | EXG            | 392          | 5,28         |             |             |
|                | Yannick Coraud            | REG            | 187          | 2,52         |             |             |
|                | Remy Le Roux              | EXG            | 173          | 2,33         |             |             |
|                |                           |                |              |              |             |             |
| Inscrits       | Inscrits                  | Inscrits       | 13 327       | 100,00       | 13 327      | 100,00      |
| Abstention     | Abstention                | Abstention     | 5 671        | 42,55        | 5 459       | 40,96       |
| Votants        | Votants                   | Votants        | 7 656        | 57,45        | 7 868       | 59,04       |
| Blancs et nuls | Blancs et nuls            | Blancs et nuls | 237          | 3,10         | 332         | 4,22        |
| Exprimés       | Exprimés                  | Exprimés       | 7 419        | 96,90        | 7 536       | 95,78       |

*sortant

### Canton de Saint-Nazaire-Ouest
| Candidats      | Candidats            | Étiquette      | Premier tour | Premier tour | Second tour | Second tour |
| Candidats      | Candidats            | Étiquette      | Voix         | %            | Voix        | %           |
| -------------- | -------------------- | -------------- | ------------ | ------------ | ----------- | ----------- |
|                | Marie-Odile Bouille* | PS             | 3 687        | 44,28        | 5 955       | 69,15       |
|                | Frédéric Bassoulet   | UMP            | 1 809        | 21,73        | 2 657       | 30,85       |
|                | Arlette Mousseau     | Verts          | 826          | 9,92         |             |             |
|                | Bernard Morin        | FN             | 680          | 8,17         |             |             |
|                | Yvon Renevot         | PCF            | 476          | 5,72         |             |             |
|                | Marie-Paule Belin    | EXG            | 339          | 4,07         |             |             |
|                | Jean Quintin         | REG            | 244          | 2,93         |             |             |
|                | Régis Mornet         | PRG            | 140          | 1,68         |             |             |
|                | Rémy Guyon           | EXG            | 125          | 1,50         |             |             |
|                |                      |                |              |              |             |             |
| Inscrits       | Inscrits             | Inscrits       | 14 420       | 100,00       | 14 421      | 100,00      |
| Abstention     | Abstention           | Abstention     | 5 815        | 40,33        | 5 488       | 38,06       |
| Votants        | Votants              | Votants        | 8 605        | 59,67        | 8 933       | 61,94       |
| Blancs et nuls | Blancs et nuls       | Blancs et nuls | 279          | 3,24         | 321         | 3,59        |
| Exprimés       | Exprimés             | Exprimés       | 8 326        | 96,76        | 8 612       | 96,41       |

*sortant

### Canton de Saint-Philbert-de-Grand-Lieu
| Candidats      | Candidats         | Étiquette      | Premier tour | Premier tour |
| Candidats      | Candidats         | Étiquette      | Voix         | %            |
| -------------- | ----------------- | -------------- | ------------ | ------------ |
|                | Stéphan Beauge*   | UMP            | 4 024        | 50,19        |
|                | Jean Corbineau    | PS             | 1 773        | 22,12        |
|                | Samuel Grasset    | DVD            | 727          | 9,07         |
|                | Éric de la Brosse | FN             | 564          | 7,04         |
|                | François Simon    | Verts          | 505          | 6,30         |
|                | Gilles Canneson   | EXG            | 284          | 3,54         |
|                | Claudine Morel    | PCF            | 140          | 1,75         |
|                |                   |                |              |              |
| Inscrits       | Inscrits          | Inscrits       | 12 432       | 100,00       |
| Abstention     | Abstention        | Abstention     | 4 018        | 32,32        |
| Votants        | Votants           | Votants        | 8 414        | 67,68        |
| Blancs et nuls | Blancs et nuls    | Blancs et nuls | 397          | 4,72         |
| Exprimés       | Exprimés          | Exprimés       | 8 017        | 95,28        |

*sortant

### Canton de Savenay
| Candidats      | Candidats            | Étiquette      | Premier tour | Premier tour | Second tour | Second tour |
| Candidats      | Candidats            | Étiquette      | Voix         | %            | Voix        | %           |
| -------------- | -------------------- | -------------- | ------------ | ------------ | ----------- | ----------- |
|                | Jean-Claude Le Gall* | PS             | 2 439        | 27,05        | 4 748       | 52,92       |
|                | Jean-François Arthur | UMP            | 1 661        | 18,42        | 4 224       | 47,08       |
|                | Hervé Malet          | DVD            | 1 572        | 17,44        | Retrait     | Retrait     |
|                | Romain Langlet       | Verts          | 989          | 10,97        |             |             |
|                | Barbara Lussaud      | FN             | 718          | 7,96         |             |             |
|                | Jacky Roue           | DVG            | 539          | 5,98         |             |             |
|                | Jean-Yves Martin     | PCF            | 483          | 5,36         |             |             |
|                | Christine Dunay      | EXG            | 457          | 5,07         |             |             |
|                | Joël Poisbeau        | REG            | 158          | 1,75         |             |             |
|                |                      |                |              |              |             |             |
| Inscrits       | Inscrits             | Inscrits       | 14 317       | 100,00       | 14 320      | 100,00      |
| Abstention     | Abstention           | Abstention     | 4 883        | 34,11        | 4 739       | 33,09       |
| Votants        | Votants              | Votants        | 9 434        | 65,89        | 9 581       | 66,91       |
| Blancs et nuls | Blancs et nuls       | Blancs et nuls | 418          | 4,43         | 609         | 6,36        |
| Exprimés       | Exprimés             | Exprimés       | 9 016        | 95,57        | 8 972       | 93,64       |

*sortant

### Canton de Varades
| Candidats      | Candidats       | Étiquette      | Premier tour | Premier tour |
| Candidats      | Candidats       | Étiquette      | Voix         | %            |
| -------------- | --------------- | -------------- | ------------ | ------------ |
|                | Claude Bricaud* | PS             | 2 047        | 51,73        |
|                | Éric Marquet    | DVD            | 1 466        | 37,05        |
|                | Marie Mehrkens  | FN             | 196          | 4,95         |
|                | Agnès Plessis   | EXG            | 152          | 3,84         |
|                | Daniel Frouin   | PCF            | 96           | 2,43         |
|                |                 |                |              |              |
| Inscrits       | Inscrits        | Inscrits       | 5 848        | 100,00       |
| Abstention     | Abstention      | Abstention     | 1 690        | 28,90        |
| Votants        | Votants         | Votants        | 4 158        | 71,10        |
| Blancs et nuls | Blancs et nuls  | Blancs et nuls | 201          | 4,83         |
| Exprimés       | Exprimés        | Exprimés       | 3 957        | 95,17        |

*sortant

### Canton de Vertou
| Candidats      | Candidats           | Étiquette      | Premier tour | Premier tour | Second tour | Second tour |
| Candidats      | Candidats           | Étiquette      | Voix         | %            | Voix        | %           |
| -------------- | ------------------- | -------------- | ------------ | ------------ | ----------- | ----------- |
|                | Laurent Dejoie      | UMP            | 5 976        | 44,28        | 6 808       | 48,67       |
|                | Martine L'Hostis    | PS             | 4 302        | 31,88        | 7 180       | 51,33       |
|                | Jean-Luc Buttet     | Verts          | 1 248        | 9,25         |             |             |
|                | Hervé Leca          | FN             | 729          | 5,40         |             |             |
|                | Michel Gouty        | PCF            | 572          | 4,24         |             |             |
|                | Stephane Pellegrini | EXG            | 360          | 2,67         |             |             |
|                | Brigitte Geleoc     | REG            | 185          | 1,37         |             |             |
|                | Robert Tregret      | EXG            | 124          | 0,92         |             |             |
|                |                     |                |              |              |             |             |
| Inscrits       | Inscrits            | Inscrits       | 20 351       | 100,00       | 20 354      | 100,00      |
| Abstention     | Abstention          | Abstention     | 6 454        | 31,71        | 5 976       | 29,36       |
| Votants        | Votants             | Votants        | 13 897       | 68,29        | 14 378      | 70,64       |
| Blancs et nuls | Blancs et nuls      | Blancs et nuls | 401          | 2,89         | 390         | 2,71        |
| Exprimés       | Exprimés            | Exprimés       | 13 496       | 97,11        | 13 988      | 97,29       |